# Phố Hàng Chiếu

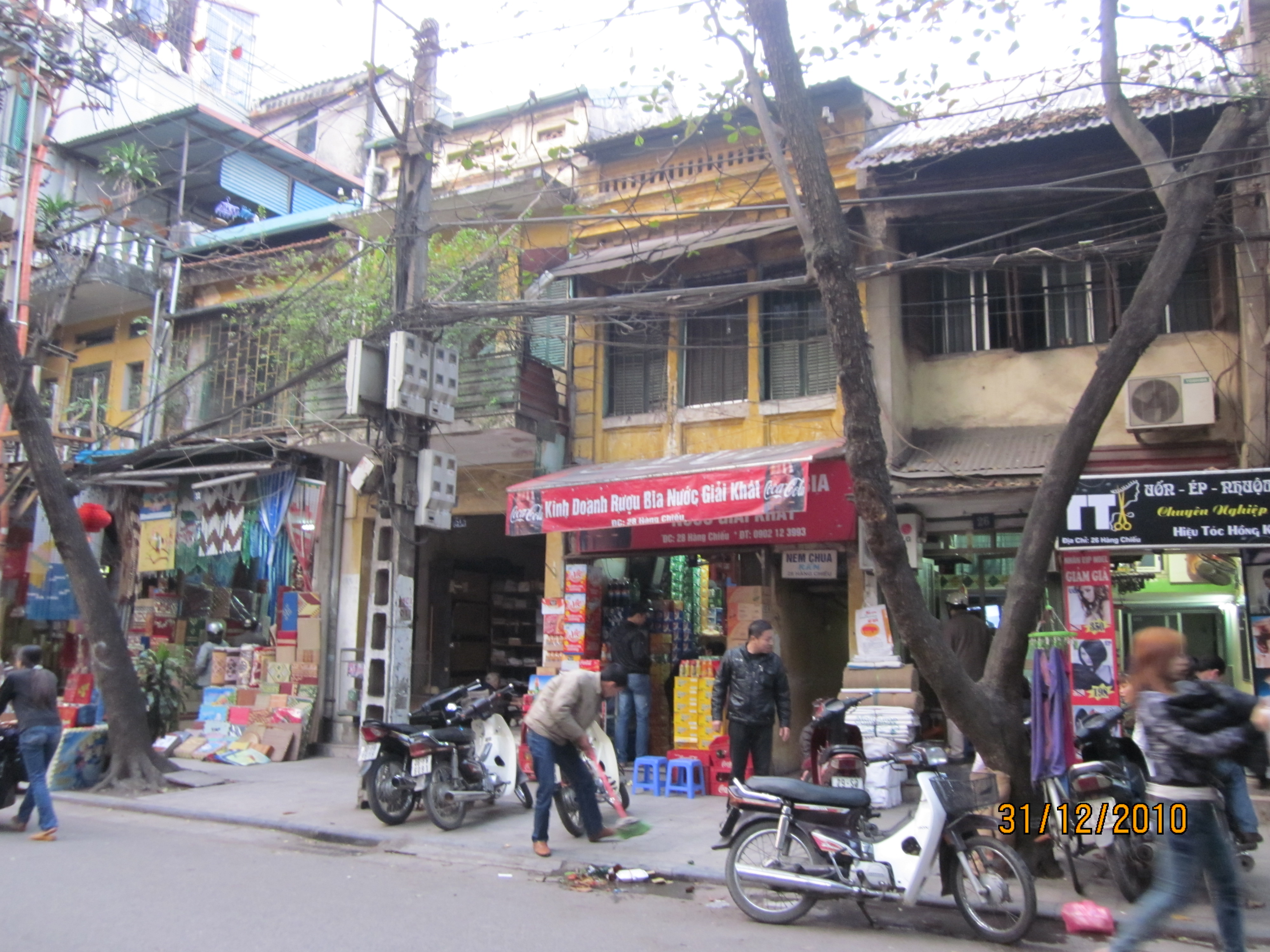
Phố Hàng Chiếu

Phố Hàng Chiếu là con phố nhỏ trong khu phố cổ Hà Nội, thuộc địa bàn quận Hoàn Kiếm, thành phố Hà Nội .

## Vị trí - Địa điểm
Phố dài 275 mét nằm trong khu vực phường Đồng Xuân, quận Hoàn Kiếm, thành phố Hà Nội. Phố nối từ cửa ô Quan Chưởng đến ngã tư Hàng Đường - Đồng Xuân. Có 3 phố rẽ vào Hàng Chiếu từ cửa Ô Quan Chưởng là Ô Quan Chưởng, Thanh Hà và Đào Duy Từ. Đầu kia có 3 phố là Hàng Đường, Đồng Xuân và Hàng Mã. Phố cắt và dẫn qua các phố Nguyễn Thiện Thuật và Hàng Giầy. Trên phố còn có lối rẽ vào ngõ Đồng Xuân, thông sang với phố Cầu Đông.
Phố có mặt cắt 11m, là con phố buôn bán sầm uất với nhiều loại mặt hàng.

## Lịch sử
Con phố được xây trên thôn Thanh Hà cũ của huyện Thọ Xương. Ngày xưa, nơi đây bán nhiều chiếu cói và còn có bán cả bát (nên còn có tên là phố Hàng Bát). Đình thôn Thanh Hà trước ở gần kề cửa Ô Quan Chưởng, năm 1817 sửa chữa cửa ô, mở rộng thêm đường nên được di dời vào số nhà 77 Hàng Chiếu nhưng mặt chính lại quay ra số 10 ngõ Gạch; thờ ông Trần Lựu, tướng đời nhà Trần.
Thời Pháp, phố có trên là (Rue Jean Dupuis), là nơi chuyên buôn súng ống đạn dược cho quân đội Pháp (phía đầu phố). Tại phố này, Francis Garnier đã tiến vào hạ thành Hà Nội của tướng Hoàng Diệu.
Đây là con phố đầu tiên chúng có ý định mở mang sau khi chiếm được Hà Nội vào năm 1883. Năm 1888, bọn thực dân phóng hỏa đốt trụi cả dãy phố. Sau đó, chúng chiếm đất mở cửa hàng, bắt những người dân phố phải mua gạch xây nhà kiểu tây, nếu không có tiền thì chúng mua lại với giá rẻ. Phố có vỉa hè, cây xanh, cột đèn như bên Pháp. Đây là phố đầu tiên ở Hà Nội có kiến trúc kiểu tây nên người dân quen gọi là phố Mới.
Đây là một trận địa chiến đấu của quân ta trong những năm tháng kháng chiến chống Pháp. Cho đến ngày 17/2/1947, trận địa Ô Quan Chưởng vẫn đứng vững cho đến khi Trung đoàn Thủ đô rút ra khỏi Thành phố.

## Mặt hàng
- Khu phố Hàng Chiếu chủ yếu bán các mặt hàng như chăn, chiếu, gối nằm...